# Il fantabus
Il fantabus (The Big Bus) è un film commedia-fantascientifico statunitense del 1976 diretto da James Frawley.

## Trama
La storia parla del viaggio inaugurale da New York a Denver di un enorme autobus a propulsione nucleare, che ha una sua pista da bowling, un piano bar e persino una piscina.